# 建極陵
建极陵中国五代十国后唐的奠基人晋王李克用陵墓，位于山西省忻州市代县阳明堡镇七里铺村北。该陵墓于金朝天眷年间（1138—1140年）被柏林寺和尚盗掘，以后元朝、明朝、清朝又多次被盗。1975年平整土地时，封土被毁。1985年发掘。墓室为圆角方形，石券穹隆顶。直径9.7米，壁饰彩绘石雕门窗，底砌须弥座棺床。出土有墓志铭和部分遗物，地面尚存石羊两件和“晋王李克用墓”石碑一通。